# End Credits (EP)
End Credits es el EP debut del músico electrónico irlandés EDEN. Se lanzó en todo el mundo el 8 de agosto de 2015 a través de su propia marca MCMXCV, así como de la marca británica Seeking Blue Records. El álbum fue producido y grabado en Dublín durante la primavera de 2015 y contiene siete pistas que abarcan aproximadamente 26 minutos. Las pistas del EP han acumulado más de 14 millones de reproducciones en total en SoundCloud.

## Portada
La producción de End Credits empezó en Dublín después de que Jonathon cambió su alias de The Eden Project a EDEN. Esté escrito y grabado entre abril y julio del 2015. Vocalista irlandés Leah Kelly está presentado en el título de la pista.

## Obra de arte
Cada tema de End Credits presenta una portada individual que utiliza fotografías de JSaulsky Photo. La obra de arte sigue un formato de cámara y película y muestra las vías del ferrocarril cerca de los vecindarios estadounidenses.

## Listado de pistas
| N.º | Título                              | Duración |  |
| 1.  | «02:09»                             | 4:11     |  |
| 2.  | «End Credits» (con Leah Kelly)      | 4:00     |  |
| 3.  | «Gravity»                           | 3:50     |  |
| 4.  | «Nocturne»                          | 3:17     |  |
| 5.  | «Interlude»                         | 2:44     |  |
| 6.  | «Wake Up»                           | 4:39     |  |
| 7.  | «Catch Me If You Can» (Pista extra) | 3:09     |  |

Todas las canciones están compuestas por Jonathon Ng.

## Personal
- Jonathon Ng - guitarra, tambores, vocal, piano, diseño de sonido, producción, mezclando, ingeniería, programación, arreglo de cuerda
- Leah Kelly - vocal (pista 2)